# 日本航空サンフランシスコ湾着水事故

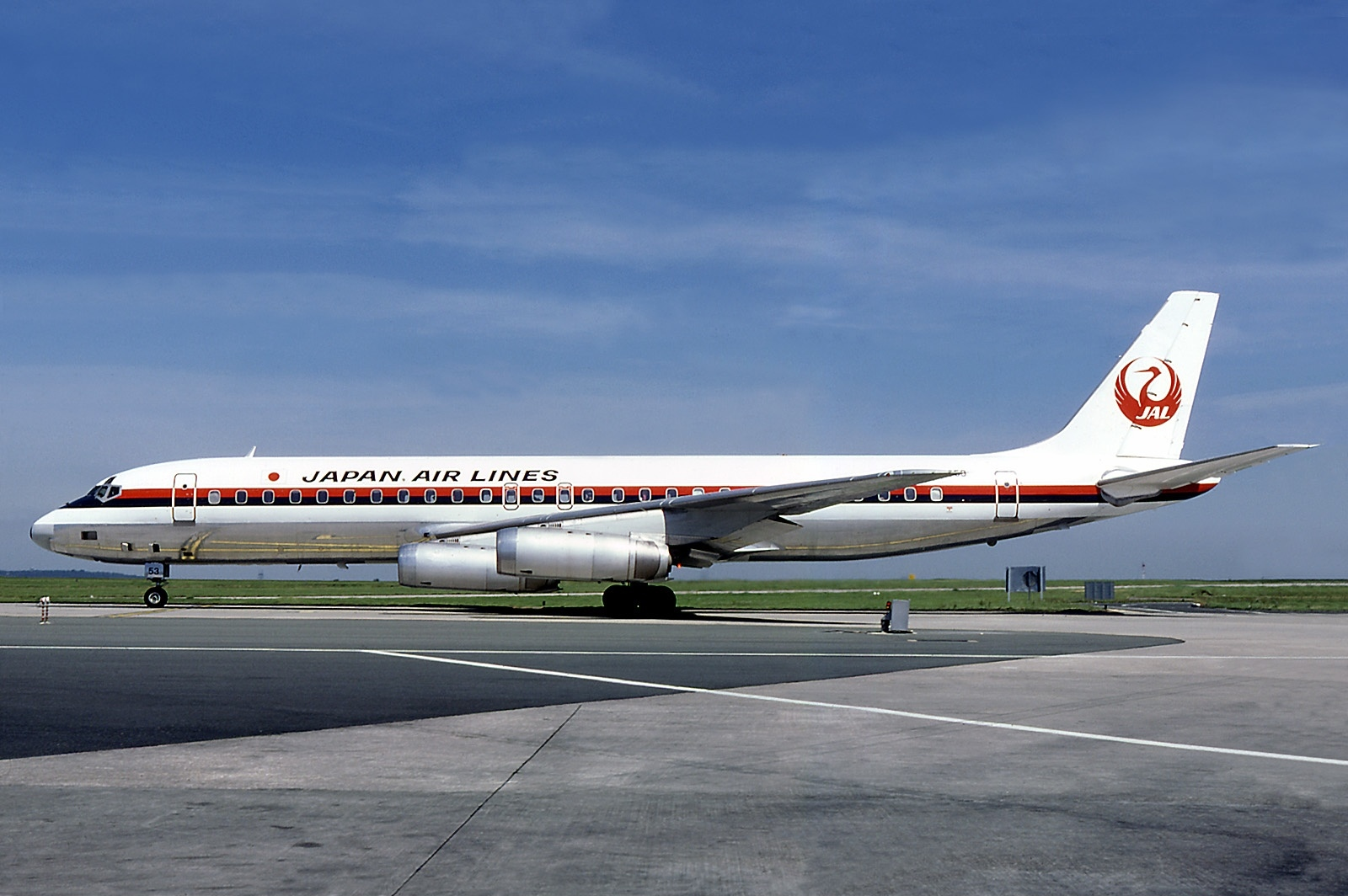
事故機と同型機の日本航空のDC-8-62

日本航空サンフランシスコ湾着水事故（にほんこうくうサンフランシスコわんちゃくすいじこ）は、1968年（昭和43年）に発生した航空事故であり、大型航空機の世界初の「操縦ミスによる着水事故」。

## 事故の概要
1968年11月22日、日本航空002便は東京・羽田空港を出発し、サンフランシスコを経由してニューヨークに向かう飛行計画であった。002便はDC-8-62（機体記号:JA8032、愛称:志賀 "SHIGA"）で運航していた。当機には乗員11名と乗客96名（うち日本人40名）が搭乗していた。
当日のアメリカ合衆国のサンフランシスコ湾上空は、朝霧が発生しており、視程は1.5キロメートル、霧高は90メートルであった。002便はサンフランシスコ国際空港への着陸降下を行っていた。002便は9時22分（日本時間10月23日2時22分）に霧を抜けたが、操縦乗員らが下に見たのは空港の滑走路ではなく海面であった。機長はただちに着陸復行するために機首をあげ、エンジン出力を最大にしようとしたが間に合わず、右車輪から海面に突入し着水した。着水地点はサンフランシスコ空港の滑走路から5キロメートル、サンマテオ市コヨーテ岬ヨットハーバーから500メートル沖合いの海面であった。機体には大きな損傷はなかった。また、降着装置の開口部から浸水したことから、すぐに水没しはじめたものの、海底に車輪が届く程度の水深であったため、機体の4分の1が沈んだところで止まった。
乗客たちは救命胴衣をつけ非常口から主翼に脱出し、そこから救命筏に乗り移った。空港管制塔から沿岸警備隊に遭難したとの連絡が迅速に行われたため、ただちに救助が行われ、救命筏は海岸に曳航された。乗客たちは空港周辺のモーテルで休むことが出来た。この事故では乗員乗客107名全員が無傷で救助された。

## 事故原因
事故発生当初、運航乗務員が計器の数値がおかしかったと証言したことから、計器異常が疑われた。しかし1970年6月30日に、運輸省航空事故調査委員会（当時）は、原因は所定の飛行方式からの逸脱によるものであり、この逸脱は同型式機に装備されている装置について慣熟しておらず、使用する頻度の少なさが不適正な操作につながったとする操縦ミス（パイロットエラー）とされた。

## 事故機のその後

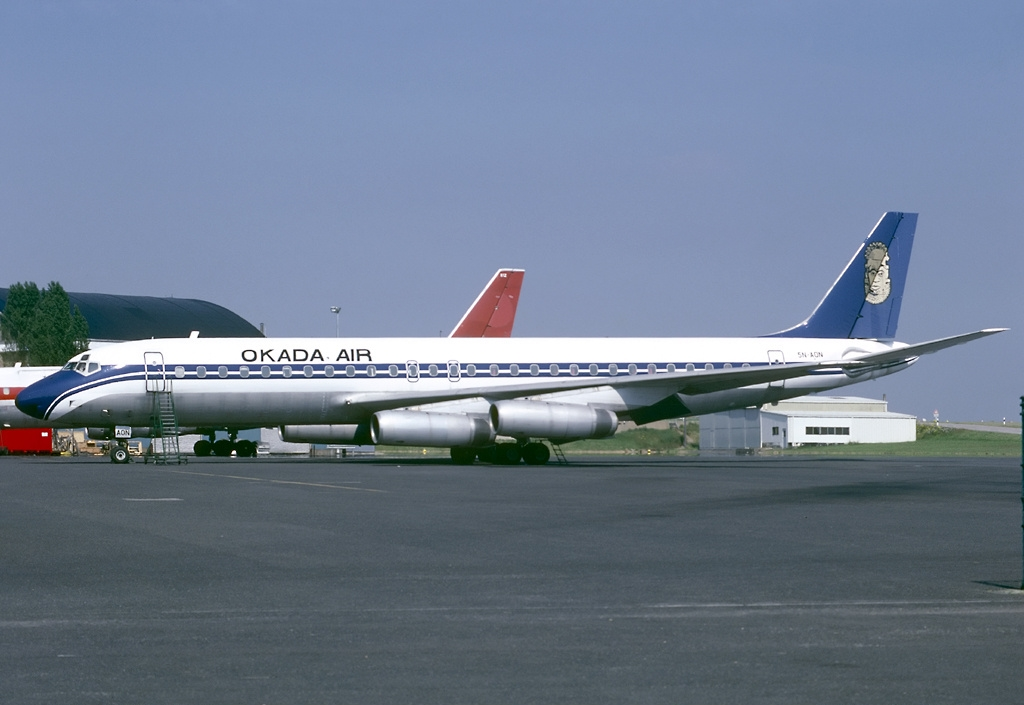
日航退役後、ナイジェリアのオカダ・エアで運用中の事故機

事故機には大きな損傷もなく、1967年7月に日本航空が新型機として購入したばかりであったため、事故現場から引き上げられ改修工事が行われた後、運航に復帰した。しかし報道で「志賀号」が大きく取り上げられたため、愛称は日高（"HIDAKA"）に変更された。その後も1974年に発生したシンガポール事件で日本赤軍メンバーの移送特別機として使用され、1983年に退役するまで運用された。
1983年5月にはナイジェリアのハムズエア、翌年には同国のオカダ・エアで1987年4月まで運用され、以降はアメリカの貨物航空会社のエアボーン・エクスプレスに引き渡された。

## その他
事故が起きた日本航空002便は現在も目的地が変わったが東京国際空港（羽田）発サンフランシスコ国際空港行きの便として運行中である。